# Škoda 33Tr SOR
Škoda 33Tr SOR – typ niskopodłogowego przegubowego trolejbusu wytwarzanego przy współpracy firm Škoda Electric (wyposażanie elektryczne i montaż końcowy) i SOR Libchavy (nadwozie autobusu typu SOR NS 18).

## Konstrukcja
33Tr to trójosiowy, niskopodłogowy, dwuczłonowy trolejbus o długości 18,75 m, który posiada nadwozie autobusu SOR NS 18. Wysokość podłogi wynosi 340 mm, a do wnętrza prowadzi czworo drzwi.

## Historia
Pierwszy trolejbus 33Tr zakupi miasto Cieplice; pojazd będzie eksploatowany przez przedsiębiorstwo Arriva City. Zgodnie z umową ma zostać dostarczony do połowy listopada 2019 r.